# Fescennino
I fescennini versus (versi fescennini) sono opere protoletterarie, tipicamente popolari, e sono la più antica forma di arte drammatica presso i Romani. Era una forma teatrale in voga in una vasta zona della Valle del Tevere posta al confine fra il Latium Vetus ed Etruria intorno al IV secolo a.C.
Di derivazione etrusca, non ebbero mai una vera e propria evoluzione teatrale, ma contribuirono alla nascita di una drammaturgia latina. 
Orazio ne parla: 
(Epistulae II, 1, 145-146)

## Le origini del nome
Secondo il grammatico Festo, il termine "fescennini" avrebbe due diverse origini. Secondo la prima, esso deriverebbe dalla città di Fescennium, al confine fra Etruria e Lazio, dove si svolgevano feste agresti per il raccolto ed era radicato l'uso di festeggiare per l'abbondanza del raccolto scambiandosi dei versi in forma sboccata e licenziosa, come ringraziamento alla divinità fallica.   
Per la seconda,  invece, il nome avrebbe origine da fascinum, che significa al tempo stesso "malocchio" e "membro virile", in riferimento alle maledizioni che venivano lanciate sui carri (che trasportavano l'uva) degli altri agricoltori durante la vendemmia.
Per altri ancora, il termine avrebbe un senso marcatamente fallico, essendo un sinonimo di veretrum. 
Questo genere letterario sarebbe quindi il risultato o dell'influenza etrusca nella cultura romana o il tentativo di esorcizzare il forte timore che i romani avevano per il malocchio scherzando su di esso ed irridendolo con il fallo.

## Il fescennino
Delle origini di questa rudimentale forma di dramma si sa poco.
Pur non raggiungendo mai la forma di un compiuto lavoro teatrale, fu comunque uno spunto importante che portò allo sviluppo della drammaturgia latina. Lo spettacolo era costituito da un dialogo di tipo sboccato e licenzioso, forse per ingraziarsi la divinità fallica da loro adorata, e si svolgeva in un clima coinvolgente e molto sanguigno con personaggi mascherati che danzavano in preda ai fumi delle abbondanti libagioni.
Solitamente erano i contadini che "agivano" lanciandosi battute salaci; non vi erano copioni prestabiliti ma si "recitava" all'improvviso, spesso prendendo in giro anche gli spettatori, facendo sì che le rappresentazioni spesso finissero in veri e propri alterchi.
A causa degli eccessi che si andarono via via sviluppando dovettero intervenire le autorità per regolamentare i limiti di quanto fosse lecito e per vietare che si dicessero delle cose che potessero suonare offensive ai cittadini romani. Tali rappresentazioni vennero bandite da parte del Senato. Ma nonostante queste limitazioni, il carattere sboccato dei dialoghi rimase immutato dovuto alla rozzezza del popolo e ad una vena satirica che lo caratterizzava. Queste azioni erano spesso rivolte agli sposi novelli come augurio per la loro prole o si indirizzavano contro le persone potenti per tacciarne in modo satirico i loro vizi.
Anche il poeta latino Catullo tratta di questo argomento nel suo LXI carme.
I fescennini versus si recitavano durante le feste rurali e, secondo Orazio, si sarebbe sviluppata da qui una tradizione di salaci motteggi che potevano avere anche il carattere di una diffamazione pubblica.
Il carattere licenzioso e gli attacchi a personalità di spicco dell'epoca incorsero nello sfavore delle autorità, che misero dei limiti a queste rappresentazioni.
Nel 364 a.C. questi drammi, quando vennero rappresentati nei ludi da attori etruschi, erano già diffusi in gran parte d'Italia.
Si potevano distinguere due tipi di fescennini: quelli inscenati (vere e proprie rappresentazioni) e quelli liberi (matrimoni, trionfi e feste contadine).
In età imperiale rimasero solo i Fescennini liberi.